# Charles Hill
Charles Hill, baron Hill of Luton (ur. 15 stycznia 1904 w Londynie, zm. 22 sierpnia 1989) – brytyjski polityk i lekarz, członek Partii Konserwatywnej, minister w rządach Anthony'ego Edena i Harolda Macmillana.

## Życiorys
Urodził się w londyńskiej dzielnicy Islington. Wykształcenie odebrał w St Olave’s School w Southwark. Dzięki stypendium kontynuował naukę w Trinity College na Uniwersytecie Cambridge, gdzie studiował medycynę. Po studiach kontynuował kształcenie lekarskie w London Hospital. W 1927 r. uzyskał członkostwo w Królewskim Kolegium Chirurgów i Królewskim Kolegium Lekarzy. Następnie uzyskał tytuły bakałarza medycyny i chirurgii oraz doktora medycyny. W 1930 r. rozpoczął pracę w szpitalu w Oksfordzie. W 1932 r. został asystentem sekretarzem Brytyjskiego Stowarzyszenia Medycyny. W latach 1944–1950 był jego sekretarzem.
Podczas II wojny światowej prowadził na antenie BBC program The Radio Doctor.
W 1945 r. bez powodzenia startował w wyborach do Izby Gmin w okręgu Cambridge University jako kandydat niezależny. Do parlamentu dostał się z okręgu Luton w 1950 r. jako kandydat konserwatystów. Po powrocie Partii Konserwatywnej do władzy w 1951 r. Hill został parlamentarnym sekretarzem w ministerstwie żywności. W 1955 r. objął stanowisko poczmistrza generalnego. W latach 1957–1961 był Kanclerzem Księstwa Lancaster. Następnie został ministrem budownictwa, samorządu lokalnego i spraw Walii. Miejsce w gabinecie utracił po "nocy długich noży" w 1962 r.
W 1963 r. Hill został mianowany przewodniczącym Independent Television Authority. Wkrótce potem został kreowany parem dożywotnim jako baron Hill of Luton i zasiadł w Izbie Lordów. W 1967 r. został prezesem BBC. Odszedł ze stanowiska w 1972 r. Zmarł w 1989 r.
Był żonaty z Marion Spencer Wallace i miał z nią dwóch synów i trzy córki.